# Muriceides paucituberculata
Muriceides paucituberculata is een zachte koraalsoort uit de familie Plexauridae. De koraalsoort komt uit het geslacht Muriceides. Muriceides paucituberculata werd in 1882 voor het eerst wetenschappelijk beschreven door Marion. 